# Taperuçu-de-peito-branco
Andorinhão-de-peito-branco ou taperuçu-de-peito-branco (nome científico: Cypseloides lemosi) é uma espécie de ave pertencente à família dos apodídeos. Pode ser encontrada na Colômbia, Equador e Peru. É de possível ocorrência no Brasil. Seu habitat natural é de floresta fortemente degradada.